# Charrue tordue
Charrue tordue (en portugais : Torto Arado) est le premier roman de l'auteur bahianais Itamar Vieira Junior, publié en 2019. Il raconte l'histoire de deux sœurs, Bibiana et Belonísia, marquées par un accident durant leur enfance et qui vivent dans des conditions de travail d'esclaves contemporaines dans une ferme de la zone du Sertão au Brésil dans la région de la Chapada Diamantina,.
Le roman est initialement publié au Portugal, par l'éditeur Leya, après avoir remporté en 2018 le prix du même nom. Au Brésil, il est publié par l'éditeur Todavia. Il remporte également le prix Jabuti 2020, le prix Oceanos 2020 ainsi que le prix Montluc Résistance et Liberté en 2024,,. En 2022, une adaptation de l’œuvre en série télévisée est annoncée par HBO Max. Réalisée par Heitor Dhalia et écrite par Luh Maza, Maria Shu et Viviane Ferreira (pt), la série doit durer au moins trois saisons,. Au théâtre, la dramaturge et metteuse en scène brésilienne Christiane Jatahy en crée en 2022 une adaptation libre, intitulée Depois do Silêncio.

## Synopsis
Au fin fond de l'arrière-pays bahianais, les sœurs Bibiana et Belonísia trouvent un vieux et mystérieux couteau dans une valise conservée sous le lit de leur grand-mère. C'est alors qu'un accident survient. Et pour toujours, leurs vies seront liées – au point que l’une devra être la voix de l’autre. Dans une intrigue magistralement menée et une prose mélodieuse, le roman raconte une histoire de vie et de mort, de combat et de rédemption.

## Influences et contexte
Avant de publier Torto Arado, Itamar Vieira Junior a déjà publié deux recueils de nouvelles : Dias (2012), édité par Caramurê Publicações, et A Oração do Carrasco (2017), édité par le label Mondrongo et finaliste du Prix Jabuti. Fonctionnaire de l'Instituto Nacional de Colonização e Reforma Agrária (pt) (INCRA), une partie de l'inspiration du roman naît du contact que Vieira Junior a avec les communautés quilombolas (pt) de Bahia, des Afro-Brésiliens descendants d’esclaves devenus paysans sans terre. Vieira Junior est lui-même issu de cette communauté des quilombas, sur laquelle porte son travail de recherche doctoral. En ce sens, le roman rapporte certaines particularités de la région de Bahia dans laquelle il se déroule. Les rites du Jarê (pt), une religion d'origine africaine existant uniquement dans la région de la Chapada Diamantina, et qui est nettement moins connue que le Candomblé et l'Umbanda, constituent même une partie importante du récit.

## Prix
Après sa publication, et même avant, le roman Torto Arado remporte plusieurs prix, parmi lesquels :
- 2018 - Prêmio LeYa (pt) dans la catégorie Roman (Portugal) [13]
- 2020 - Jabuti Award dans la catégorie Roman (Brésil)
- 2020 - Prix Oceanos dans la catégorie Roman (Brésil)
- 2024 - Prix Montluc Résistance et Liberté 2024[14]
- 2024 - Short list de l'International Booker Prize[15]